# Gertrud Gromer
Gertrud Sonja Olausson Gromer, född 19 april 1908 i By församling, Säffle, död 3 maj 2003 i Norrköping, var en svensk konstnär. 
Hon var dotter till Sven Herman Olausson och Malvina Josefina Olsson och gift med Sixten Oskar Emanuel Gromer.
Gromer studerade vid Gerlesborgsskolan. Hennes konst består av realistiska landskap.